# مکس آدریان
مکس آدریان (انگلیسی: Max Adrian; ۱ نوامبر ۱۹۰۳ – ۱۹ ژانویهٔ ۱۹۷۳) بازیگر، بازیگر سینما، بازیگر تئاتر، و بازیگر تلویزیون اهل جمهوری ایرلند بود.
از فیلم‌ها یا برنامه‌های تلویزیونی که وی در آن نقش داشته‌است می‌توان به هنری وی، شیاطین، خانه وحشت دکتر ترور، عشاق موسیقی، رابطه مرگآور، و آقای پیت جوان اشاره کرد.

## زندگی شخصی
او در سال ۱۹۴۳ به جرم همجنس گرایی به سه ماه 
زندان محکوم شد. بسیاری این حکم را ناعادلانه می
دانستند و به نظر نمی رسید که تأثیر نامطلوبی بر
حرفه بازیگری او داشته باشد.